# Dzięcioł wielkodzioby
Dzięcioł wielkodzioby (Campephilus principalis) – gatunek dużego ptaka z rodziny dzięciołowatych (Picidae), zamieszkujący Amerykę Północną. Przez wiele lat uważany za gatunek wymarły do momentu serii przypuszczalnych obserwacji od 1999 roku. Od 2000 roku jest oficjalnie uznany przez Międzynarodową Unię Ochrony Przyrody (IUCN) za gatunek krytycznie zagrożony wyginięciem.

## Morfologia

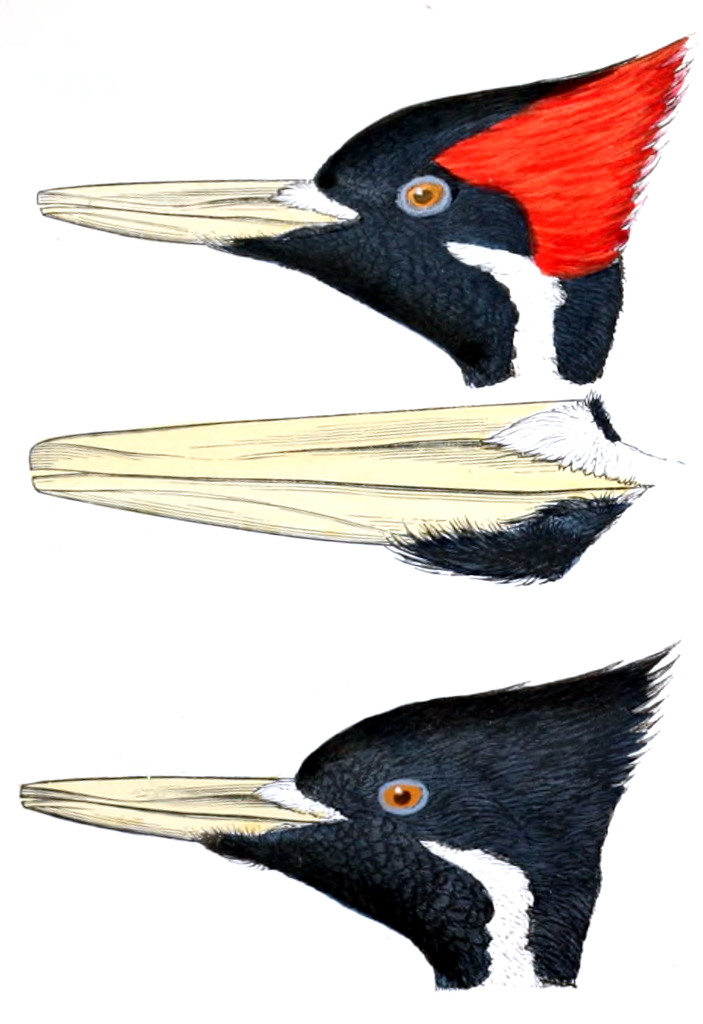
Różnica w upierzeniu głowy samca (u góry) i samicy (u dołu)

Dzięcioł wielkodzioby jest drugim pod względem rozmiarów – po również krytycznie zagrożonym, prawdopodobnie wymarłym, dzięciole cesarskim – dzięciołem na świecie. Mierzy ok. 50 cm i waży ok. 570 g. Rozpiętość skrzydeł wynosi 75 cm. Pióra o niebieskawo-czarnym połysku z białymi pasami na karku i grzbiecie oraz białymi smugami na końcach spodniej i wierzchniej strony skrzydeł. Dziób u osobników dorosłych koloru kości słoniowej, u młodocianych kredowobiały. Na głowie charakterystyczny czub – u samców czerwony, czarny u samic i młodocianych, u których jest dodatkowo poszarpany. Gdy ptak siedzi ze złożonym skrzydłem, u obu płci widoczna u dołu duża, trójkątna powierzchnia białych piór. Między innymi ta cecha wyróżnia go od mniejszego i czarnodziobego dzięcioła smugoszyjego (Dryocopus pileatus).

## Środowisko i dieta
Dzięcioł wielkodzioby preferuje bagna z grubymi drzewami o twardym drewnie oraz lasy sosnowe, z dużą ilością martwych i butwiejących drzew. Przed wojną secesyjną wiele południowo-wschodnich stanów USA pokrytych było rozległymi pasami pierwotnych lasów, które były odpowiednim siedliskiem tych ptaków. Ówczesny zasięg gatunku rozciągał się od wschodniego Teksasu po Karolinę Północną oraz od południowej części Illinois po Florydę i Kubę. Po wojnie secesyjnej na potrzeby przemysłu drzewnego wycięto wiele milionów hektarów lasów na ziemiach południowych, pozostawiając jedynie nieliczne, izolowane pasma odpowiednich siedlisk. Dlatego też występują one w niewielkich zagęszczeniach, nawet w zdrowej populacji. Bardziej powszechny dzięcioł smugoszyi może rywalizować z nim o pożywienie.

## Status
Silna działalność wycinkowa oraz polowania kolekcjonerów przetrzebiły znacznie populację dzięcioła wielkodziobego pod koniec XIX w. Był zasadniczo uznany za gatunek wymarły już pod koniec lat 20. XX w., kiedy parę ptaków zastrzelono na Florydzie dla trofeum.
Przed rokiem 1938 szacowana populacja na wolności liczyła ok. 20 ocalałych osobników, w tym 6–8 ptaków zamieszkiwało las pierwotny zwany Singer Tract w Luizjanie. Ostatniego znanego osobnika podgatunku nominatywnego – samicę – odnotowano w północno-wschodniej Luizjanie w 1944 r., a podgatunku C. p. bairdii po długiej przerwie 16 marca 1987 r. w Ojito de Agua. 11 marca 1967 r. wpisano dzięcioła na listę gatunków zagrożonych.
Pojawiały się liczne doniesienia o przypuszczalnych obserwacjach bądź notowaniach jego głosu, ale żadne nie zostało oficjalnie potwierdzone. W roku 1999 pojawiło się bardzo prawdopodobne doniesienie o obserwacji w zlewni rzeki Pearl River w południowo-wschodniej Luizjanie, które zapoczątkowało serię obserwacji.
27 stycznia 2002 r. podczas jednej z ekspedycji odnotowano najpierw (słyszano i nagrano) charakterystyczny głos dzięcioła, a potem odnaleziono ślady jego bytowania (np. zdarta kora, duże jamy w drzewach), lecz samego ptaka (bądź pary) nie widziano.
W 2004 i 2005 roku grupa 17 osób pod przewodnictwem Cornell Lab of Ornithology doniosła o odkryciu co najmniej jednego osobnika, samca, w rejonie Big Woods w Arkansas, publikując raport w magazynie „Science” 28 kwietnia 2005.
Jak dotąd nie przedstawiono jednak niezbitych dowodów na ponowne odkrycie dzięcioła wielkodziobego. Sollow i in. (2012), analizując doniesienia o obserwacji tych dzięciołów w latach 1897–2010 stwierdzili, że bardziej prawdopodobne jest, iż gatunek ten wymarł.

## Podgatunki
Zwykle wyróżnia się dwa podgatunki Campephilus principalis:
- Campephilus principalis principalis (Linnaeus, 1758) – dzięcioł wielkodzioby (podgatunek nominatywny) – pierwotnie południowo-wschodnia część USA[11]
- Campephilus principalis bairdii Cassin, 1864 – dzięcioł reliktowy – pierwotnie Kuba[12], przez niektórych autorów uważany za odrębny gatunek[13].